# Gran Premio di superbike di Donington 2016
Il Gran Premio di Superbike di Donington 2016 è stata la settima prova su tredici del campionato mondiale Superbike 2016, è stato disputato il 28 e 29 maggio sul circuito di Donington Park e in gara 1 ha visto la vittoria di Tom Sykes davanti a Davide Giugliano e Jonathan Rea, lo stesso pilota si è ripetuto anche in gara 2, davanti a Jonathan Rea e Chaz Davies.
La vittoria nella gara valevole per il campionato mondiale Supersport 2016 è stata ottenuta da Kenan Sofuoğlu.

## Risultati

### Gara 1

#### Arrivati al traguardo

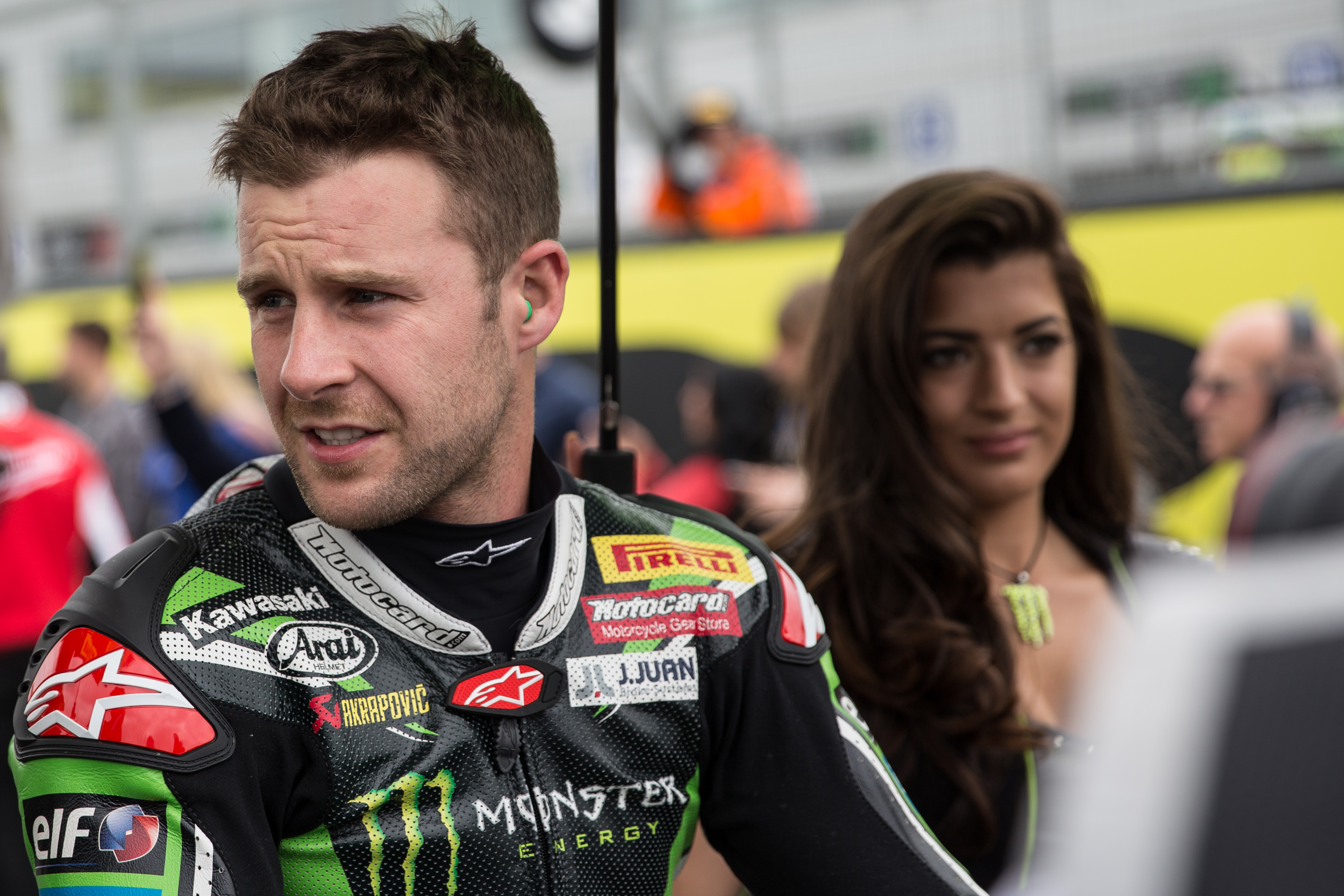
Jonathan Rea, terzo in gara 1 e secondo in gara 2

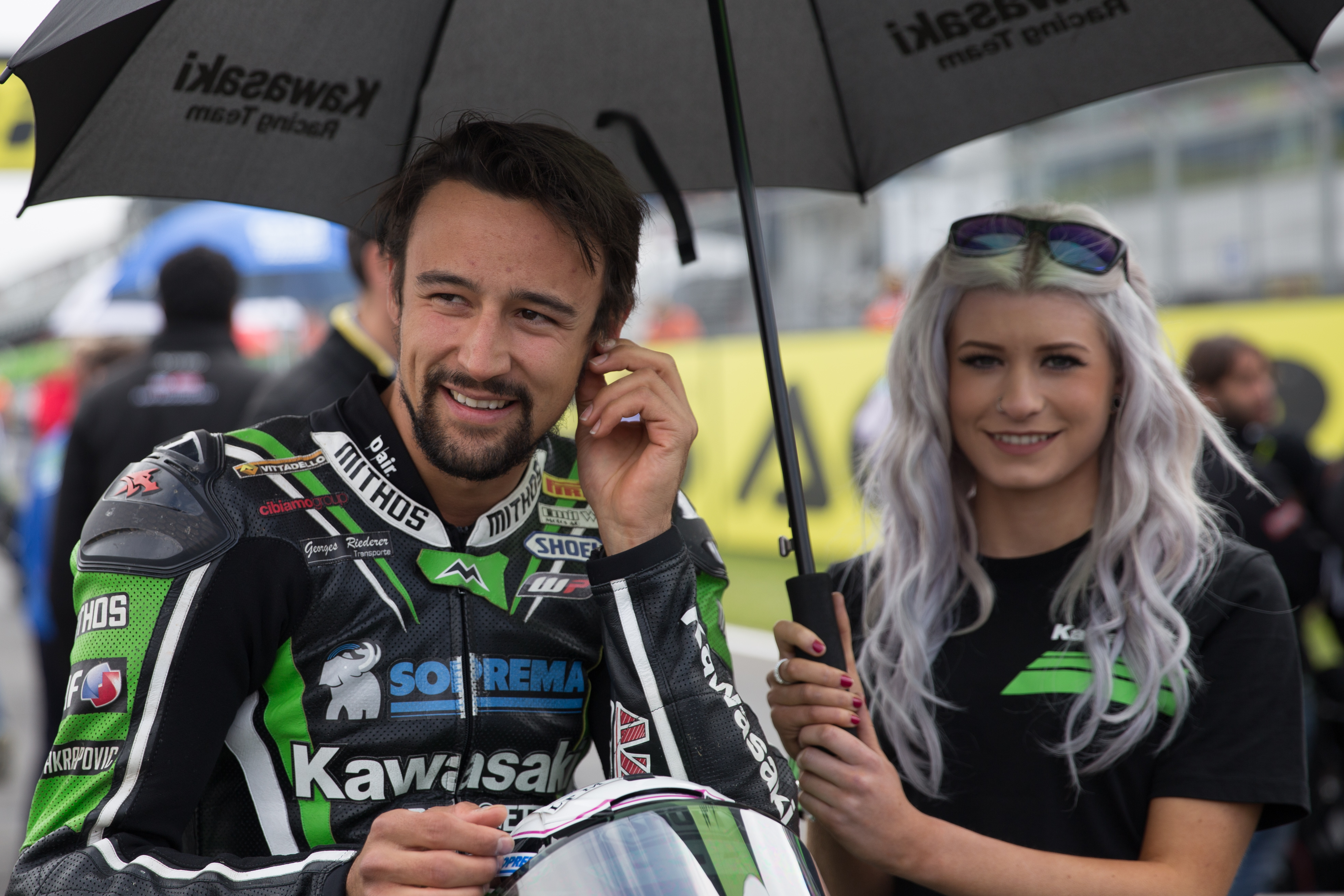
Randy Krummenacher, terzo al termine della gara

| Pos. | Nº  | Pilota               | Squadra                  | Motocicletta       | Giri | Tempo     | Griglia | Punti |
| ---- | --- | -------------------- | ------------------------ | ------------------ | ---- | --------- | ------- | ----- |
| 1º   | 66  | Tom Sykes            | Kawasaki Racing          | Kawasaki ZX-10R    | 23   | 34'04.276 | 1º      | 25    |
| 2º   | 34  | Davide Giugliano     | Aruba.it Racing - Ducati | Ducati Panigale R  | 23   | +2.869    | 5º      | 20    |
| 3º   | 1   | Jonathan Rea         | Kawasaki Racing          | Kawasaki ZX-10R    | 23   | +9.808    | 4º      | 16    |
| 4º   | 2   | Leon Camier          | MV Agusta Reparto Corse  | MV Agusta 1000 F4  | 23   | +13.747   | 8º      | 13    |
| 5º   | 69  | Nicky Hayden         | Honda World Superbike    | Honda CBR1000RR SP | 23   | +14.007   | 7º      | 11    |
| 6º   | 32  | Lorenzo Savadori     | IodaRacing               | Aprilia RSV4 RF    | 23   | +14.640   | 3º      | 10    |
| 7º   | 81  | Jordi Torres         | Althea BMW Racing        | BMW S1000 RR       | 23   | +16.337   | 6º      | 9     |
| 8º   | 60  | Michael van der Mark | Honda World Superbike    | Honda CBR1000RR SP | 23   | +16.535   | 12º     | 8     |
| 9º   | 17  | Karel Abraham        | Milwaukee BMW            | BMW S1000 RR       | 23   | +36.874   | 11º     | 7     |
| 10º  | 13  | Anthony West         | Pedercini Racing         | Kawasaki ZX-10R    | 23   | +39.074   | 17º     | 6     |
| 11º  | 21  | Markus Reiterberger  | Althea BMW Racing        | BMW S1000 RR       | 23   | +41.144   | 18º     | 5     |
| 12º  | 12  | Javier Forés         | Barni Racing             | Ducati Panigale R  | 23   | +41.275   | 10º     | 4     |
| 13º  | 40  | Román Ramos          | Team GoEleven            | Kawasaki ZX-10R    | 23   | +48.094   | 15º     | 3     |
| 14º  | 25  | Joshua Brookes       | Milwaukee BMW            | BMW S1000 RR       | 23   | +50.125   | 14º     | 2     |
| 15º  | 9   | Dominic Schmitter    | Grillini Racing          | Kawasaki ZX-10R    | 23   | +1'18.008 | 19º     | 1     |
| 16º  | 119 | Paweł Szkopek        | Team Tóth                | Yamaha YZF R1      | 23   | +1'29.605 | 22º     |       |
| 17º  | 11  | Saeed Al Sulaiti     | Pedercini Racing         | Kawasaki ZX-10R    | 22   | +1 giro   | 21º     |       |
| 18º  | 10  | Imre Tóth            | Team Tóth                | Yamaha YZF R1      | 21   | +2 giri   | 23º     |       |

#### Ritirati
| Nº | Pilota            | Squadra                  | Motocicletta      | Giri | Griglia |
| -- | ----------------- | ------------------------ | ----------------- | ---- | ------- |
| 99 | Luca Scassa       | VFT Racing               | Ducati Panigale R | 16   | 16º     |
| 7  | Chaz Davies       | Aruba.it Racing - Ducati | Ducati Panigale R | 14   | 2º      |
| 15 | Alex De Angelis   | IodaRacing               | Aprilia RSV4 RF   | 13   | 13º     |
| 94 | Matthieu Lussiana | Team ASPI                | BMW S1000 RR      | 9    | 20º     |
| 6  | Cameron Beaubier  | Pata Yamaha              | Yamaha YZF R1     | 0    | 9º      |

### Gara 2

#### Arrivati al traguardo
| Pos. | Nº  | Pilota               | Squadra                  | Motocicletta       | Giri | Tempo     | Griglia | Punti |
| ---- | --- | -------------------- | ------------------------ | ------------------ | ---- | --------- | ------- | ----- |
| 1º   | 66  | Tom Sykes            | Kawasaki Racing          | Kawasaki ZX-10R    | 23   | 33'55.601 | 1º      | 25    |
| 2º   | 1   | Jonathan Rea         | Kawasaki Racing          | Kawasaki ZX-10R    | 23   | +2.017    | 4º      | 20    |
| 3º   | 7   | Chaz Davies          | Aruba.it Racing - Ducati | Ducati Panigale R  | 23   | +4.437    | 2º      | 16    |
| 4º   | 32  | Lorenzo Savadori     | IodaRacing               | Aprilia RSV4 RF    | 23   | +6.423    | 3º      | 13    |
| 5º   | 2   | Leon Camier          | MV Agusta Reparto Corse  | MV Agusta 1000 F4  | 23   | +11.808   | 8º      | 11    |
| 6º   | 69  | Nicky Hayden         | Honda World Superbike    | Honda CBR1000RR SP | 23   | +12.455   | 7º      | 10    |
| 7º   | 34  | Davide Giugliano     | Aruba.it Racing - Ducati | Ducati Panigale R  | 23   | +24.212   | 5º      | 9     |
| 8º   | 60  | Michael van der Mark | Honda World Superbike    | Honda CBR1000RR SP | 23   | +25.931   | 12º     | 8     |
| 9º   | 25  | Joshua Brookes       | Milwaukee BMW            | BMW S1000 RR       | 23   | +26.512   | 14º     | 7     |
| 10º  | 6   | Cameron Beaubier     | Pata Yamaha              | Yamaha YZF R1      | 23   | +26.955   | 9º      | 6     |
| 11º  | 81  | Jordi Torres         | Althea BMW Racing        | BMW S1000 RR       | 23   | +29.684   | 6º      | 5     |
| 12º  | 13  | Anthony West         | Pedercini Racing         | Kawasaki ZX-10R    | 23   | +35.433   | 17º     | 4     |
| 13º  | 40  | Román Ramos          | Team GoEleven            | Kawasaki ZX-10R    | 23   | +35.862   | 15º     | 3     |
| 14º  | 12  | Javier Forés         | Barni Racing             | Ducati Panigale R  | 23   | +39.240   | 10º     | 2     |
| 15º  | 15  | Alex De Angelis      | IodaRacing               | Aprilia RSV4 RF    | 23   | +45.790   | 13º     | 1     |
| 16º  | 21  | Markus Reiterberger  | Althea BMW Racing        | BMW S1000 RR       | 23   | +46.252   | 18º     |       |
| 17º  | 99  | Luca Scassa          | VFT Racing               | Ducati Panigale R  | 23   | +56.488   | 16º     |       |
| 18º  | 9   | Dominic Schmitter    | Grillini Racing          | Kawasaki ZX-10R    | 23   | +1'18.282 | 19º     |       |
| 19º  | 119 | Paweł Szkopek        | Team Tóth                | Yamaha YZF R1      | 23   | +1'23.479 | 22º     |       |

#### Ritirati
| Nº | Pilota            | Squadra          | Motocicletta    | Giri | Griglia |
| -- | ----------------- | ---------------- | --------------- | ---- | ------- |
| 11 | Saeed Al Sulaiti  | Pedercini Racing | Kawasaki ZX-10R | 11   | 21º     |
| 10 | Imre Tóth         | Team Tóth        | Yamaha YZF R1   | 6    | 23º     |
| 94 | Matthieu Lussiana | Team ASPI        | BMW S1000 RR    | 5    | 20º     |
| 17 | Karel Abraham     | Milwaukee BMW    | BMW S1000 RR    | 0    | 11º     |

### Supersport

#### Arrivati al traguardo
| Pos. | Nº  | Pilota                | Squadra                             | Motocicletta        | Giri | Tempo     | Griglia | Punti |
| ---- | --- | --------------------- | ----------------------------------- | ------------------- | ---- | --------- | ------- | ----- |
| 1º   | 1   | Kenan Sofuoğlu        | Kawasaki Puccetti Racing            | Kawasaki ZX-6R      | 20   | 30'29.814 | 1º      | 25    |
| 2º   | 2   | Patrick Jacobsen      | Honda World Supersport              | Honda CBR600RR      | 20   | +1.569    | 2º      | 20    |
| 3º   | 21  | Randy Krummenacher    | Kawasaki Puccetti Racing            | Kawasaki ZX-6R      | 20   | +3.775    | 5º      | 16    |
| 4º   | 4   | Gino Rea              | GRT Racing                          | MV Agusta F3 675    | 20   | +7.204    | 7º      | 13    |
| 5º   | 81  | Luke Stapleford       | Profile Racing                      | Triumph Daytona 675 | 20   | +7.576    | 3º      | 11    |
| 6º   | 111 | Kyle Smith            | CIA Landlord Insurance Honda        | Honda CBR600RR      | 20   | +11.323   | 8º      | 10    |
| 7º   | 25  | Alex Baldolini        | Race Department ATK#25              | MV Agusta F3 675    | 20   | +11.846   | 4º      | 9     |
| 8º   | 16  | Jules Cluzel          | MV Agusta Reparto Corse             | MV Agusta F3 675    | 20   | +15.008   | 13º     | 8     |
| 9º   | 86  | Ayrton Badovini       | Gemar Balloons - Team Lorini        | Honda CBR600RR      | 20   | +15.215   | 6º      | 7     |
| 10º  | 87  | Lorenzo Zanetti       | MV Agusta Reparto Corse             | MV Agusta F3 675    | 20   | +19.492   | 9º      | 6     |
| 11º  | 64  | Federico Caricasulo   | Bardahl Evan Bros. Honda Racing     | Honda CBR600RR      | 20   | +19.681   | 15º     | 5     |
| 12º  | 61  | Alessandro Zaccone    | San Carlo Team Italia               | Kawasaki ZX-6R      | 20   | +20.152   | 11º     | 4     |
| 13º  | 55  | Ilya Mikhalchik       | DS Junior                           | Kawasaki ZX-6R      | 20   | +20.252   | 10º     | 3     |
| 14º  | 44  | Roberto Rolfo         | Factory Vamag                       | MV Agusta F3 675    | 20   | +29.140   | 20º     | 2     |
| 15º  | 78  | Hikari Ōkubo          | CIA Landlord Insurance Honda        | Honda CBR600RR      | 20   | +34.652   | 16º     | 1     |
| 16º  | 71  | Christoffer Bergman   | CIA Landlord Insurance Honda        | Honda CBR600RR      | 20   | +34.782   | 21º     |       |
| 17º  | 47  | Axel Bassani          | San Carlo Team Italia               | Kawasaki ZX-6R      | 20   | +37.813   | 19º     |       |
| 18º  | 89  | Andrew Irwin          | Appleyard Macadam Racing, with Inte | Yamaha YZF R6       | 20   | +38.218   | 17º     |       |
| 19º  | 41  | Aiden Wagner          | GRT Racing                          | MV Agusta F3 675    | 20   | +47.846   | 29º     |       |
| 20º  | 63  | Zulfahmi Khairuddin   | Orelac Racing VerdNatura            | Kawasaki ZX-6R      | 20   | +48.640   | 22º     |       |
| 21º  | 77  | Kyle Ryde             | Schmidt Racing                      | MV Agusta F3 675    | 20   | +49.212   | 26º     |       |
| 22º  | 96  | Javier Orellana       | WILSport Racedays Honda             | Honda CBR600RR      | 20   | +1'00.765 | 33º     |       |
| 23º  | 74  | Jaimie van Sikkelerus | MTM Team                            | Yamaha YZF R6       | 20   | +1'00.942 | 28º     |       |
| 24º  | 10  | Nacho Calero          | Orelac Racing VerdNatura            | Kawasaki ZX-6R      | 20   | +1'04.553 | 24º     |       |
| 25º  | 35  | Stefan Hill           | CIA Landlord Insurance Honda        | Honda CBR600RR      | 20   | +1'05.015 | 23º     |       |
| 26º  | 23  | Cédric Tangre         | Yohann Moto Sport                   | Suzuki GSX-R600     | 20   | +1'09.420 | 25º     |       |
| 27º  | 6   | Davide Stirpe         | Scuderia Maranga Racing             | Kawasaki ZX-6R      | 20   | +1'17.153 | 30º     |       |
| 28º  | 83  | Lachlan Epis          | Response RE Racing                  | Kawasaki ZX-6R      | 20   | +1'17.383 | 27º     |       |
| 29º  | 12  | Christopher Gobbi     | VFT Racing                          | Yamaha YZF R6       | 19   | +1 giro   | 31º     |       |
| 30º  | 7   | Angelo Licciardi      | R2 MotorRacing                      | Kawasaki ZX-6R      | 19   | +1 giro   | 35º     |       |

#### Ritirati
| Nº | Pilota             | Squadra                 | Motocicletta     | Giri | Griglia |
| -- | ------------------ | ----------------------- | ---------------- | ---- | ------- |
| 69 | Ondřej Ježek       | Team GoEleven           | Kawasaki ZX-6R   | 8    | 12º     |
| 11 | Christian Gamarino | Team GoEleven           | Kawasaki ZX-6R   | 6    | 14º     |
| 88 | Nicolás Terol      | Schmidt Racing          | MV Agusta F3 675 | 3    | 18º     |
| 50 | Braeden Ortt       | WILSport Racedays Honda | Honda CBR600RR   | 2    | 32º     |